# Louis Delune
Pour les articles homonymes, voir Delune.
Louis Delune est un compositeur, chef d'orchestre et pianiste belge, né le 15 mars 1876 à Charleroi (Belgique) et mort le 5 janvier 1940 à Paris (17e arrondissement).

## Biographie
Louis Delune, né le 15 mars 1876 dans le quartier de la Broucheterre à Charleroi, est le fils de Florentin Delune, verrier, et de Maria Hambise. Le 26 avril 1906, il se marie à Uccle avec Jeanne Fromont (1885-1960), violoncelliste et concertiste née à Ransart. Ils ont ensemble deux fils et une fille, Geneviève, future cantatrice. 
Il est formé au Conservatoire royal de Bruxelles, où parmi ses professeurs figurent Edgar Tinel, Paul Gilson et Arthur De Greef. En 1890, il obtient le premier prix de solfège et, en 1893, un premier prix de piano et en harmonie écrite au Conservatoire de Bruxelles. De même, en 1900, il remporte le premier prix d'art musical appliqué de l'Académie royale de Bruxelles avec un concerto pour piano et orchestre.  Il obtient le second prix de Rome en 1901 et, en 1905, il reçoit le premier prix de Rome avec sa cantate La mort du roi Reynaud sur un poème d'Eugène Landoy. 
Après une tentative infructueuse de créer une société symphonique de concerts (Société symphonique des Nouveaux Concerts) pour la musique contemporaine, Delune s'installe à Paris en 1906, mais se rend fréquemment dans sa ville natale de Charleroi ainsi qu'à Bruxelles en tant que chef d'orchestre et pianiste, où il enseigne comme professeur de piano au Conservatoire. 
Pendant la Première Guerre mondiale, il s'exile à Londres où il participe à de nombreux concerts patriotiques. En mai 1927, il est naturalisé français. 
Au cours de sa longue carrière de pianiste, il s'est produit à de nombreuses reprises lors de tournées un peu partout en Europe notamment avec César Thomson, violoniste, et sa femme, violoncelliste de talent.  

## Œuvre musicale et littéraire
Louis Delune a composé un nombre considérable d'œuvres de musique classique. Il a ainsi écrit deux opéras, un ballet, plusieurs symphonies (dont La Symphonie fantastique) et des œuvres de musique de chambre (concerti pour piano et violoncelle, sonates, trios, quatuors pour piano et violoncelle). 
Parmi ses œuvres connues en Belgique et à l'étranger, l'on trouve Le Fruit défendu (interprété à Paris), La mort du roi Reynaud (interprété au Théâtre royal d'Anvers), Le Diable galant (interprété au Théâtre de la Monnaie à Bruxelles), Merzraïl (interprété au Théâtre royal de Gand, à Paris et à Londres) et Aïshah (interprété à Londres). Il a écrit aussi Noémie, opéra en trois actes, Le Clairon en trois actes, La bataille de l'Yser, drame en musique. Ses compositions sont teintées d'une originalité harmonique proche de la musique contemporaine.
De même, disposant d'une grande culture musicale, il a écrit des articles de musicologie dans des revues anglaises et françaises : The Nineteenth Century Review, dans l'Anglo-French Review et dans des publications françaises.